# Flèche brabançonne 2020
La Flèche brabançonne 2020 est la 60e édition de cette course cycliste masculine sur route. Elle a eu lieu le 7 octobre 2020 dans les provinces du Brabant flamand et du Brabant wallon, en Belgique, et fait partie du calendrier UCI ProSeries 2020 en catégorie 1.Pro. Cette édition s'est achevée par un sprint entre Julian Alaphilippe (1er), Mathieu van der Poel (2e) et Benoît Cosnefroy (3e).

## Parcours
Le départ est donné à Louvain et l'arrivée est jugée à Overijse après 197 km de course. Louvain et Overijse accueillent le départ et l'arrivée de la Flèche brabançonne respectivement depuis 2008 et 2010.

## Équipes
Vingt-cinq équipes participent à cette Flèche brabançonne - quinze World Teams et dix équipes continentales professionnelles.
| WorldTeams (15)- Deceuninck-Quick Step - Lotto Soudal - AG2R La Mondiale - Astana - Bahrain McLaren - Bora-Hansgrohe - CCC Team - Cofidis - Ineos Grenadiers - Israel Start-Up Nation - Mitchelton-Scott - NTT Pro Cycling - Team Sunweb - Trek-Segafredo - UAE Team Emirates ProTeams (10)- Alpecin-Fenix - Sport Vlaanderen-Baloise - Circus-Wanty Gobert - Bingoal-Wallonie Bruxelles - Arkéa-Samsic - B&B Hotels-Vital Concept p/b KTM - Gazprom-RusVelo - Team Novo Nordisk - Riwal Securitas - Total Direct Énergie |
| |

## Favoris
Le podium de l'an passé est présent : Mathieu van der Poel, Julian Alaphilippe, Tim Wellens. Parmi les anciens vainqueurs sont au départ : Petr Vakoč coéquipier de van der Poel et Sonny Colbrelli. Dans les autres spécialistes de classiques nous retrouvons : John Degenkolb coéquipier de Wellens, Matteo Trentin, Alexander Kristoff, Michał Kwiatkowski et Andrea Pasqualon.
Parmi les français performants sur ce genre d'épreuves, il y a : Romain Bardet et son coéquipier Benoît Cosnefroy, Warren Barguil et son équipier sprinteur Nacer Bouhanni, Anthony Turgis et Bryan Coquard.
« Van der Poel s'affronte au champion du monde Alaphilippe », sur le site officiel, 5 octobre 2020

## Récit de la course
Cinq échappés, composé de Clément Chevrier (AG2R La Mondiale), Juraj Sagan (Bora-Hansgrohe), Michael Storer (Sunweb), Thomas Sprengers (Sport Vlaanderen-Baloise) et Andrea Peron (Team Novo Nordisk), sont rejoints par Mattias Skjelmose (Trek Segafredo).
Ils ne bénéficient pas d'un écart supérieur à cinq minutes.
À soixante kilomètres de l'arrivée, une première accélération de Z. Štybar pour J. Alaphilippe entraine quelques lâchés à l'arrière du peloton.
Une quinzaine de kilomètres après, tous les échappés sont repris et Štybar met une seconde accélération. Alaphilippe se retrouve avec van der Poel dans une montée pavée. T. Wellens en poursuite est repris par un groupe avec D. Teuns, S. Colbrelli, B. Cosnefroy et O. Fraile. Dans le peloton, les CCC pour Trentin essaie de revenir sur la tête de course, alors qu'ils sont proches Kwiatkowski revient seul. Alaphilippe et van der Poel se retrouve à nouveau en tête lors d'un passage en côte; et une partie des poursuivants les rejoignent. Dans les dix derniers kilomètres, Alaphilippe accélère toujours suivi par van der Poel, et B. Cosnefroy revient quelques centaines de mètres après. Ce trio va se jouer la victoire, à la flamme rouge le champion néerlandais est devant, puis à deux cents mètres de la ligne dans une petite montée Cosnefroy accélère, le champion du monde qui était troisième revient à son côté pour le dépasser et van der Poel doit alors contourner les deux coureurs, ce qui lui coûte la victoire.
« Alaphilippe remporte sa première victoire dans le maillot arc-en-ciel à Overijse », sur le site officiel, 7 octobre 2020

## Classements

### Classement final
| \| Classement général \| Classement général \| Classement général \| Classement général \| Classement général \| \| Coureur \| Coureur \| Pays \| Équipe \| Temps \| \| ------------------ \| -------------------- \| ------------------ \| --------------------- \| ------------------ \| \| 1er \| Julian Alaphilippe \| France \| Deceuninck-Quick Step \| 4 h 36 min 52 s \| \| 2e \| Mathieu van der Poel \| Pays-Bas \| Alpecin-Fenix \| + 0 s \| \| 3e \| Benoît Cosnefroy \| France \| AG2R La Mondiale \| + 0 s \| \| 4e \| Sonny Colbrelli \| Italie \| Bahrain McLaren \| + 13 s \| \| 5e \| Warren Barguil \| France \| Arkéa-Samsic \| + 13 s \| \| 6e \| Michał Kwiatkowski \| Pologne \| Ineos Grenadiers \| + 13 s \| \| 7e \| Andrea Bagioli \| Italie \| Deceuninck-Quick Step \| + 13 s \| \| 8e \| Anthony Turgis \| France \| Total Direct Énergie \| + 13 s \| \| 9e \| Alessandro Covi \| Italie \| UAE Team Emirates \| + 13 s \| \| 10e \| Dries Devenyns \| Belgique \| Deceuninck-Quick Step \| + 13 s \| |                      |          |                       |                 |
| |                      |          |                       |                 |
| Source : ProCyclingStats |                      |          |                       |                 |
| Classement général |                      |          |                       |                 |
| Coureur | Coureur              | Pays     | Équipe                | Temps           |
| 1er | Julian Alaphilippe   | France   | Deceuninck-Quick Step | 4 h 36 min 52 s |
| 2e | Mathieu van der Poel | Pays-Bas | Alpecin-Fenix         | + 0 s           |
| 3e | Benoît Cosnefroy     | France   | AG2R La Mondiale      | + 0 s           |
| 4e | Sonny Colbrelli      | Italie   | Bahrain McLaren       | + 13 s          |
| 5e | Warren Barguil       | France   | Arkéa-Samsic          | + 13 s          |
| 6e | Michał Kwiatkowski   | Pologne  | Ineos Grenadiers      | + 13 s          |
| 7e | Andrea Bagioli       | Italie   | Deceuninck-Quick Step | + 13 s          |
| 8e | Anthony Turgis       | France   | Total Direct Énergie  | + 13 s          |
| 9e | Alessandro Covi      | Italie   | UAE Team Emirates     | + 13 s          |
| 10e | Dries Devenyns       | Belgique | Deceuninck-Quick Step | + 13 s          |

## Liste des participants
| Légende | Légende                                                                    | Légende | Légende                                                    |
| ------- | -------------------------------------------------------------------------- | ------- | ---------------------------------------------------------- |
| Num     | Dossard de départ porté par le coureur sur cette Flèche brabançonne        | Pos     | Position à l'arrivée de la course                          |
|         | Indique un maillot de champion national ou mondial, suivi de sa spécialité | NP      | Indique un coureur qui n'a pas pris le départ de la course |
| AB      | Indique un coureur qui n'a pas terminé la course                           | HD      | Indique un coureur qui a terminé la course hors des délais |

| Alpecin-Fenix AFC | Alpecin-Fenix AFC                  | Alpecin-Fenix AFC |
| ----------------- | ---------------------------------- | ----------------- |
| Num               | Coureur                            | Pos               |
| 1                 | Mathieu van der Poel (NED) (route) | 2e                |
| 2                 | Dries De Bondt (BEL) (route)       | 50e               |
| 3                 | Alexander Krieger (GER)            | 105e              |
| 4                 | Kristian Sbaragli (ITA)            | 20e               |
| 5                 | Scott Thwaites (GBR)               | AB                |
| 6                 | Petr Vakoč (CZE)                   | 39e               |
| 7                 | Otto Vergaerde (BEL)               | AB                |

| Deceuninck-Quick Step DQT | Deceuninck-Quick Step DQT        | Deceuninck-Quick Step DQT |
| ------------------------- | -------------------------------- | ------------------------- |
| Num                       | Coureur                          | Pos                       |
| 11                        | Julian Alaphilippe (FRA) (route) | 1er                       |
| 12                        | Andrea Bagioli (ITA)             | 7e                        |
| 13                        | Dries Devenyns (BEL)             | 10e                       |
| 14                        | Ian Garrison (USA)               | AB                        |
| 15                        | Zdeněk Štybar (CZE)              | 74e                       |
| 16                        | Jannik Steimle (GER)             | 103e                      |
| 17                        | Mauri Vansevenant (BEL)          | 66e                       |

| Lotto-Soudal LTS | Lotto-Soudal LTS         | Lotto-Soudal LTS |
| ---------------- | ------------------------ | ---------------- |
| Num              | Coureur                  | Pos              |
| 21               | Tim Wellens (BEL)        | 49e              |
| 22               | Jasper De Buyst (BEL)    | 19e              |
| 23               | John Degenkolb (GER)     | 31e              |
| 24               | Stan Dewulf (BEL)        | 11e              |
| 25               | Rémy Mertz (BEL)         | AB               |
| 26               | Tosh Van der Sande (BEL) | 48e              |
| 27               | Brent Van Moer (BEL)     | 56e              |

| AG2R La Mondiale ALM | AG2R La Mondiale ALM      | AG2R La Mondiale ALM |
| -------------------- | ------------------------- | -------------------- |
| Num                  | Coureur                   | Pos                  |
| 31                   | Romain Bardet (FRA)       | 27e                  |
| 32                   | Clément Champoussin (FRA) | 43e                  |
| 33                   | Clément Chevrier (FRA)    | AB                   |
| 34                   | Benoît Cosnefroy (FRA)    | 3e                   |
| 35                   | Dorian Godon (FRA)        | 17e                  |
| 36                   | Mathias Frank (SUI)       | AB                   |
| 37                   | Anthony Jullien (FRA)     | 104e                 |

| Astana AST | Astana AST              | Astana AST |
| ---------- | ----------------------- | ---------- |
| Num        | Coureur                 | Pos        |
| 41         | Laurens De Vreese (BEL) | AB         |
| 43         | Daniil Fominykh (KAZ)   | 99e        |
| 44         | Omar Fraile (ESP)       | 23e        |
| 45         | Yevgeniy Gidich (KAZ)   | 110e       |
| 47         | Nikita Stalnow (KAZ)    | AB         |

| Bahrain McLaren TBM | Bahrain McLaren TBM     | Bahrain McLaren TBM |
| ------------------- | ----------------------- | ------------------- |
| Num                 | Coureur                 | Pos                 |
| 51                  | Dylan Teuns (BEL)       | 12e                 |
| 52                  | Sonny Colbrelli (ITA)   | 4e                  |
| 53                  | Luka Pibernik (SLO)     | AB                  |
| 54                  | Kevin Inkelaar (NED)    | AB                  |
| 55                  | Stephen Williams (GBR)  | AB                  |
| 56                  | Wout Poels (NED)        | 65e                 |
| 57                  | Santiago Buitrago (COL) | 91e                 |

| Bora-Hansgrohe BOH | Bora-Hansgrohe BOH        | Bora-Hansgrohe BOH |
| ------------------ | ------------------------- | ------------------ |
| Num                | Coureur                   | Pos                |
| 61                 | Lennard Kämna (GER)       | 69e                |
| 62                 | Erik Baška (SVK)          | AB                 |
| 63                 | Oscar Gatto (ITA)         | AB                 |
| 64                 | Lukas Pöstlberger (AUT)   | 38e                |
| 65                 | Marcus Burghardt (GER)    | 35e                |
| 66                 | Juraj Sagan (SVK) (route) | AB                 |
| 67                 | Ide Schelling (NED)       | 13e                |

| CCC Team CCC | CCC Team CCC                   | CCC Team CCC |
| ------------ | ------------------------------ | ------------ |
| Num          | Coureur                        | Pos          |
| 71           | Matteo Trentin (ITA)           | 75e          |
| 72           | Simon Geschke (GER)            | 70e          |
| 73           | Georg Zimmermann (GER)         | 57e          |
| 74           | Guillaume Van Keirsbulck (BEL) | AB           |
| 75           | Alessandro De Marchi (ITA)     | 21e          |
| 76           | Gijs Van Hoecke (BEL)          | 97e          |
| 77           | Nathan Van Hooydonck (BEL)     | 32e          |

| Cofidis COF | Cofidis COF           | Cofidis COF |
| ----------- | --------------------- | ----------- |
| Num         | Coureur               | Pos         |
| 81          | Natnael Berhane (ERI) | AB          |
| 82          | Dimitri Claeys (BEL)  | 41e         |
| 83          | Victor Lafay (FRA)    | 84e         |
| 84          | Cyril Lemoine (FRA)   | 36e         |
| 85          | Piet Allegaert (BEL)  | 108e        |
| 87          | Julien Vermote (BEL)  | 94e         |

| Ineos Grenadiers IGD | Ineos Grenadiers IGD      | Ineos Grenadiers IGD |
| -------------------- | ------------------------- | -------------------- |
| Num                  | Coureur                   | Pos                  |
| 91                   | Michał Kwiatkowski (POL)  | 6e                   |
| 92                   | Michał Gołaś (POL)        | AB                   |
| 93                   | Leonardo Basso (ITA)      | 87e                  |
| 94                   | Christian Knees (GER)     | AB                   |
| 95                   | Christopher Lawless (GBR) | AB                   |
| 96                   | Luke Rowe (GBR)           | 73e                  |
| 97                   | Cameron Wurf (AUS)        | 79e                  |

| Israel Start-Up Nation ISN | Israel Start-Up Nation ISN | Israel Start-Up Nation ISN |
| -------------------------- | -------------------------- | -------------------------- |
| Num                        | Coureur                    | Pos                        |
| 101                        | Tom Van Asbroeck (BEL)     | 44e                        |
| 102                        | Omer Goldstein (ISR)       | 83e                        |
| 103                        | Hugo Hofstetter (FRA)      | AB                         |
| 104                        | Krists Neilands (LAT)      | AB                         |
| 105                        | Alexis Renard (FRA)        | AB                         |
| 106                        | Patrick Schelling (SUI)    | 112e                       |
| 107                        | Guillaume Boivin (CAN)     | 78e                        |

| Mitchelton-Scott MTS | Mitchelton-Scott MTS      | Mitchelton-Scott MTS |
| -------------------- | ------------------------- | -------------------- |
| Num                  | Coureur                   | Pos                  |
| 111                  | Luka Mezgec (SLO)         | 16e                  |
| 112                  | Barnabás Peák (HUN)       | 77e                  |
| 113                  | Alexander Edmondson (AUS) | 111e                 |
| 114                  | Tsgabu Grmay (ETH)        | 68e                  |
| 115                  | Nick Schultz (AUS)        | 45e                  |
| 116                  | Dion Smith (NZL)          | AB                   |
| 117                  | Robert Stannard (AUS)     | 89e                  |

| NTT Pro Cycling NTT | NTT Pro Cycling NTT               | NTT Pro Cycling NTT |
| ------------------- | --------------------------------- | ------------------- |
| Num                 | Coureur                           | Pos                 |
| 121                 | Enrico Gasparotto (SUI)           | AB                  |
| 122                 | Carlos Barbero (ESP)              | 80e                 |
| 123                 | Michael Valgren (DEN)             | 25e                 |
| 124                 | Edvald Boasson Hagen (NOR)        | 47e                 |
| 125                 | Nicholas Dlamini (RSA)            | AB                  |
| 126                 | Reinardt Janse van Rensburg (RSA) | 55e                 |
| 127                 | Rasmus Tiller (NOR)               | 92e                 |

| Team Sunweb SUN | Team Sunweb SUN       | Team Sunweb SUN |
| --------------- | --------------------- | --------------- |
| Num             | Coureur               | Pos             |
| 131             | Thymen Arensman (NED) | 61e             |
| 132             | Mark Donovan (GBR)    | 72e             |

| Development Team Sunweb DSU | Development Team Sunweb DSU | Development Team Sunweb DSU |
| --------------------------- | --------------------------- | --------------------------- |
| Num                         | Coureur                     | Pos                         |
| 133                         | Jarno Mobach (NED)          | AB                          |
| 134                         | Leon Heinschke (GER)        | 106e                        |

| Team Sunweb SUN | Team Sunweb SUN       | Team Sunweb SUN |
| --------------- | --------------------- | --------------- |
| Num             | Coureur               | Pos             |
| 135             | Martin Salmon (GER)   | AB              |
| 136             | Michael Storer (AUS)  | 64e             |
| 137             | Ilan Van Wilder (BEL) | AB              |

| Trek-Segafredo TFS | Trek-Segafredo TFS      | Trek-Segafredo TFS |
| ------------------ | ----------------------- | ------------------ |
| Num                | Coureur                 | Pos                |
| 141                | Edward Theuns (BEL)     | 42e                |
| 142                | Koen de Kort (NED)      | 76e                |
| 143                | Alexander Kamp (DEN)    | AB                 |
| 144                | Juan Pedro López (ESP)  | AB                 |
| 145                | Kiel Reijnen (USA)      | AB                 |
| 146                | Mattias Skjelmose (DEN) | 46e                |
| 147                | Antonio Tiberi (ITA)    | 114e               |

| UAE Team Emirates UAD | UAE Team Emirates UAD       | UAE Team Emirates UAD |
| --------------------- | --------------------------- | --------------------- |
| Num                   | Coureur                     | Pos                   |
| 151                   | Alexander Kristoff (NOR)    | AB                    |
| 152                   | Alessandro Covi (ITA)       | 9e                    |
| 153                   | Sergio Henao (COL)          | AB                    |
| 154                   | Cristian Muñoz (COL)        | AB                    |
| 155                   | Rui Oliveira (POR)          | 26e                   |
| 156                   | Edward Ravasi (ITA)         | AB                    |
| 157                   | Aleksandr Riabushenko (BLR) | 53e                   |

| Sport Vlaanderen-Baloise SVB | Sport Vlaanderen-Baloise SVB | Sport Vlaanderen-Baloise SVB |
| ---------------------------- | ---------------------------- | ---------------------------- |
| Num                          | Coureur                      | Pos                          |
| 161                          | Amaury Capiot (BEL)          | 30e                          |
| 162                          | Cédric Beullens (BEL)        | AB                           |
| 163                          | Milan Menten (BEL)           | 51e                          |
| 164                          | Aaron Van Poucke (BEL)       | 85e                          |
| 165                          | Kenneth Van Rooy (BEL)       | 54e                          |
| 166                          | Thomas Sprengers (BEL)       | 96e                          |
| 167                          | Emiel Planckaert (BEL)       | AB                           |

| Circus-Wanty Gobert CWG | Circus-Wanty Gobert CWG    | Circus-Wanty Gobert CWG |
| ----------------------- | -------------------------- | ----------------------- |
| Num                     | Coureur                    | Pos                     |
| 171                     | Jan Bakelants (BEL)        | 28e                     |
| 172                     | Andrea Pasqualon (ITA)     | 14e                     |
| 173                     | Boy van Poppel (NED)       | AB                      |
| 174                     | Maurits Lammertink (NED)   | 62e                     |
| 175                     | Xandro Meurisse (BEL)      | 37e                     |
| 176                     | Pieter Vanspeybrouck (BEL) | AB                      |
| 177                     | Wesley Kreder (NED)        | AB                      |

| Bingoal-Wallonie Bruxelles WVA | Bingoal-Wallonie Bruxelles WVA | Bingoal-Wallonie Bruxelles WVA |
| ------------------------------ | ------------------------------ | ------------------------------ |
| Num                            | Coureur                        | Pos                            |
| 181                            | Jelle Vanendert (BEL)          | 22e                            |
| 182                            | Dimitri Peyskens (BEL)         | 33e                            |
| 183                            | Ludovic Robeet (BEL)           | AB                             |
| 184                            | Laurens Huys (BEL)             | 71e                            |
| 185                            | Luc Wirtgen (LUX)              | AB                             |
| 186                            | Sean De Bie (BEL)              | AB                             |
| 187                            | Arjen Livyns (BEL)             | 15e                            |

| Arkéa-Samsic ARK | Arkéa-Samsic ARK        | Arkéa-Samsic ARK |
| ---------------- | ----------------------- | ---------------- |
| Num              | Coureur                 | Pos              |
| 191              | Warren Barguil (FRA)    | 5e               |
| 192              | Thomas Boudat (FRA)     | AB               |
| 193              | Nacer Bouhanni (FRA)    | 59e              |
| 194              | Kévin Ledanois (FRA)    | 67e              |
| 195              | Clément Russo (FRA)     | 86e              |
| 196              | Romain Hardy (FRA)      | 88e              |
| 197              | Benjamin Declercq (BEL) | 40e              |

| B&B Hotels-Vital Concept p/b KTM BVC | B&B Hotels-Vital Concept p/b KTM BVC | B&B Hotels-Vital Concept p/b KTM BVC |
| ------------------------------------ | ------------------------------------ | ------------------------------------ |
| Num                                  | Coureur                              | Pos                                  |
| 201                                  | Bryan Coquard (FRA)                  | 107e                                 |
| 202                                  | Frederik Backaert (BEL)              | 34e                                  |
| 203                                  | Maxime Chevalier (FRA)               | 109e                                 |
| 204                                  | Jens Debusschere (BEL)               | 101e                                 |
| 205                                  | Cyril Gautier (FRA)                  | AB                                   |
| 206                                  | Quentin Pacher (FRA)                 | 58e                                  |
| 207                                  | Kévin Réza (FRA)                     | AB                                   |

| Gazprom-RusVelo GAZ | Gazprom-RusVelo GAZ          | Gazprom-RusVelo GAZ |
| ------------------- | ---------------------------- | ------------------- |
| Num                 | Coureur                      | Pos                 |
| 211                 | Denis Nekrasov (RUS)         | AB                  |
| 212                 | Marco Canola (ITA)           | 102e                |
| 213                 | Viatcheslav Kouznetsov (RUS) | 100e                |
| 214                 | Dmitri Strakhov (RUS)        | 113e                |
| 215                 | Ivan Rovny (RUS)             | AB                  |
| 216                 | Simone Velasco (ITA)         | 81e                 |
| 217                 | Evgeny Shalunov (RUS)        | AB                  |

| Team Novo Nordisk TNN | Team Novo Nordisk TNN | Team Novo Nordisk TNN |
| --------------------- | --------------------- | --------------------- |
| Num                   | Coureur               | Pos                   |
| 221                   | Sam Brand (GBR)       | AB                    |
| 222                   | Joonas Henttala (FIN) | AB                    |
| 223                   | Brian Kamstra (NED)   | AB                    |
| 224                   | Péter Kusztor (HUN)   | AB                    |
| 225                   | David Lozano (ESP)    | AB                    |
| 226                   | Andrea Peron (ITA)    | AB                    |
| 227                   | Charles Planet (FRA)  | AB                    |

| Riwal Securitas RIW | Riwal Securitas RIW      | Riwal Securitas RIW |
| ------------------- | ------------------------ | ------------------- |
| Num                 | Coureur                  | Pos                 |
| 231                 | Lucas Eriksson (SWE)     | 18e                 |
| 232                 | Kristian Aasvold (NOR)   | 82e                 |
| 233                 | August Jensen (NOR)      | 29e                 |
| 234                 | Andreas Kron (DEN)       | 24e                 |
| 235                 | James Shaw (GBR)         | 60e                 |
| 236                 | Nick van der Lijke (NED) | 52e                 |
| 237                 | Emil Vinjebo (DEN)       | 98e                 |

| Total Direct Énergie TDE | Total Direct Énergie TDE | Total Direct Énergie TDE |
| ------------------------ | ------------------------ | ------------------------ |
| Num                      | Coureur                  | Pos                      |
| 241                      | Mathieu Burgaudeau (FRA) | AB                       |
| 242                      | Jérémy Cabot (FRA)       | AB                       |
| 243                      | Valentin Ferron (FRA)    | 93e                      |
| 244                      | Marlon Gaillard (FRA)    | 95e                      |
| 245                      | Pim Ligthart (NED)       | 63e                      |
| 246                      | Julien Simon (FRA)       | 90e                      |
| 247                      | Anthony Turgis (FRA)     | 8e                       |

| Alpecin-Fenix AFC | Alpecin-Fenix AFC                  | Alpecin-Fenix AFC |
| ----------------- | ---------------------------------- | ----------------- |
| Num               | Coureur                            | Pos               |
| 1                 | Mathieu van der Poel (NED) (route) | 2e                |
| 2                 | Dries De Bondt (BEL) (route)       | 50e               |
| 3                 | Alexander Krieger (GER)            | 105e              |
| 4                 | Kristian Sbaragli (ITA)            | 20e               |
| 5                 | Scott Thwaites (GBR)               | AB                |
| 6                 | Petr Vakoč (CZE)                   | 39e               |
| 7                 | Otto Vergaerde (BEL)               | AB                |

| Deceuninck-Quick Step DQT | Deceuninck-Quick Step DQT        | Deceuninck-Quick Step DQT |
| ------------------------- | -------------------------------- | ------------------------- |
| Num                       | Coureur                          | Pos                       |
| 11                        | Julian Alaphilippe (FRA) (route) | 1er                       |
| 12                        | Andrea Bagioli (ITA)             | 7e                        |
| 13                        | Dries Devenyns (BEL)             | 10e                       |
| 14                        | Ian Garrison (USA)               | AB                        |
| 15                        | Zdeněk Štybar (CZE)              | 74e                       |
| 16                        | Jannik Steimle (GER)             | 103e                      |
| 17                        | Mauri Vansevenant (BEL)          | 66e                       |

| Lotto-Soudal LTS | Lotto-Soudal LTS         | Lotto-Soudal LTS |
| ---------------- | ------------------------ | ---------------- |
| Num              | Coureur                  | Pos              |
| 21               | Tim Wellens (BEL)        | 49e              |
| 22               | Jasper De Buyst (BEL)    | 19e              |
| 23               | John Degenkolb (GER)     | 31e              |
| 24               | Stan Dewulf (BEL)        | 11e              |
| 25               | Rémy Mertz (BEL)         | AB               |
| 26               | Tosh Van der Sande (BEL) | 48e              |
| 27               | Brent Van Moer (BEL)     | 56e              |

| AG2R La Mondiale ALM | AG2R La Mondiale ALM      | AG2R La Mondiale ALM |
| -------------------- | ------------------------- | -------------------- |
| Num                  | Coureur                   | Pos                  |
| 31                   | Romain Bardet (FRA)       | 27e                  |
| 32                   | Clément Champoussin (FRA) | 43e                  |
| 33                   | Clément Chevrier (FRA)    | AB                   |
| 34                   | Benoît Cosnefroy (FRA)    | 3e                   |
| 35                   | Dorian Godon (FRA)        | 17e                  |
| 36                   | Mathias Frank (SUI)       | AB                   |
| 37                   | Anthony Jullien (FRA)     | 104e                 |

| Astana AST | Astana AST              | Astana AST |
| ---------- | ----------------------- | ---------- |
| Num        | Coureur                 | Pos        |
| 41         | Laurens De Vreese (BEL) | AB         |
| 43         | Daniil Fominykh (KAZ)   | 99e        |
| 44         | Omar Fraile (ESP)       | 23e        |
| 45         | Yevgeniy Gidich (KAZ)   | 110e       |
| 47         | Nikita Stalnow (KAZ)    | AB         |

| Bahrain McLaren TBM | Bahrain McLaren TBM     | Bahrain McLaren TBM |
| ------------------- | ----------------------- | ------------------- |
| Num                 | Coureur                 | Pos                 |
| 51                  | Dylan Teuns (BEL)       | 12e                 |
| 52                  | Sonny Colbrelli (ITA)   | 4e                  |
| 53                  | Luka Pibernik (SLO)     | AB                  |
| 54                  | Kevin Inkelaar (NED)    | AB                  |
| 55                  | Stephen Williams (GBR)  | AB                  |
| 56                  | Wout Poels (NED)        | 65e                 |
| 57                  | Santiago Buitrago (COL) | 91e                 |

| Bora-Hansgrohe BOH | Bora-Hansgrohe BOH        | Bora-Hansgrohe BOH |
| ------------------ | ------------------------- | ------------------ |
| Num                | Coureur                   | Pos                |
| 61                 | Lennard Kämna (GER)       | 69e                |
| 62                 | Erik Baška (SVK)          | AB                 |
| 63                 | Oscar Gatto (ITA)         | AB                 |
| 64                 | Lukas Pöstlberger (AUT)   | 38e                |
| 65                 | Marcus Burghardt (GER)    | 35e                |
| 66                 | Juraj Sagan (SVK) (route) | AB                 |
| 67                 | Ide Schelling (NED)       | 13e                |

| CCC Team CCC | CCC Team CCC                   | CCC Team CCC |
| ------------ | ------------------------------ | ------------ |
| Num          | Coureur                        | Pos          |
| 71           | Matteo Trentin (ITA)           | 75e          |
| 72           | Simon Geschke (GER)            | 70e          |
| 73           | Georg Zimmermann (GER)         | 57e          |
| 74           | Guillaume Van Keirsbulck (BEL) | AB           |
| 75           | Alessandro De Marchi (ITA)     | 21e          |
| 76           | Gijs Van Hoecke (BEL)          | 97e          |
| 77           | Nathan Van Hooydonck (BEL)     | 32e          |

| Cofidis COF | Cofidis COF           | Cofidis COF |
| ----------- | --------------------- | ----------- |
| Num         | Coureur               | Pos         |
| 81          | Natnael Berhane (ERI) | AB          |
| 82          | Dimitri Claeys (BEL)  | 41e         |
| 83          | Victor Lafay (FRA)    | 84e         |
| 84          | Cyril Lemoine (FRA)   | 36e         |
| 85          | Piet Allegaert (BEL)  | 108e        |
| 87          | Julien Vermote (BEL)  | 94e         |

| Ineos Grenadiers IGD | Ineos Grenadiers IGD      | Ineos Grenadiers IGD |
| -------------------- | ------------------------- | -------------------- |
| Num                  | Coureur                   | Pos                  |
| 91                   | Michał Kwiatkowski (POL)  | 6e                   |
| 92                   | Michał Gołaś (POL)        | AB                   |
| 93                   | Leonardo Basso (ITA)      | 87e                  |
| 94                   | Christian Knees (GER)     | AB                   |
| 95                   | Christopher Lawless (GBR) | AB                   |
| 96                   | Luke Rowe (GBR)           | 73e                  |
| 97                   | Cameron Wurf (AUS)        | 79e                  |

| Israel Start-Up Nation ISN | Israel Start-Up Nation ISN | Israel Start-Up Nation ISN |
| -------------------------- | -------------------------- | -------------------------- |
| Num                        | Coureur                    | Pos                        |
| 101                        | Tom Van Asbroeck (BEL)     | 44e                        |
| 102                        | Omer Goldstein (ISR)       | 83e                        |
| 103                        | Hugo Hofstetter (FRA)      | AB                         |
| 104                        | Krists Neilands (LAT)      | AB                         |
| 105                        | Alexis Renard (FRA)        | AB                         |
| 106                        | Patrick Schelling (SUI)    | 112e                       |
| 107                        | Guillaume Boivin (CAN)     | 78e                        |

| Mitchelton-Scott MTS | Mitchelton-Scott MTS      | Mitchelton-Scott MTS |
| -------------------- | ------------------------- | -------------------- |
| Num                  | Coureur                   | Pos                  |
| 111                  | Luka Mezgec (SLO)         | 16e                  |
| 112                  | Barnabás Peák (HUN)       | 77e                  |
| 113                  | Alexander Edmondson (AUS) | 111e                 |
| 114                  | Tsgabu Grmay (ETH)        | 68e                  |
| 115                  | Nick Schultz (AUS)        | 45e                  |
| 116                  | Dion Smith (NZL)          | AB                   |
| 117                  | Robert Stannard (AUS)     | 89e                  |

| NTT Pro Cycling NTT | NTT Pro Cycling NTT               | NTT Pro Cycling NTT |
| ------------------- | --------------------------------- | ------------------- |
| Num                 | Coureur                           | Pos                 |
| 121                 | Enrico Gasparotto (SUI)           | AB                  |
| 122                 | Carlos Barbero (ESP)              | 80e                 |
| 123                 | Michael Valgren (DEN)             | 25e                 |
| 124                 | Edvald Boasson Hagen (NOR)        | 47e                 |
| 125                 | Nicholas Dlamini (RSA)            | AB                  |
| 126                 | Reinardt Janse van Rensburg (RSA) | 55e                 |
| 127                 | Rasmus Tiller (NOR)               | 92e                 |

| Team Sunweb SUN | Team Sunweb SUN       | Team Sunweb SUN |
| --------------- | --------------------- | --------------- |
| Num             | Coureur               | Pos             |
| 131             | Thymen Arensman (NED) | 61e             |
| 132             | Mark Donovan (GBR)    | 72e             |

| Development Team Sunweb DSU | Development Team Sunweb DSU | Development Team Sunweb DSU |
| --------------------------- | --------------------------- | --------------------------- |
| Num                         | Coureur                     | Pos                         |
| 133                         | Jarno Mobach (NED)          | AB                          |
| 134                         | Leon Heinschke (GER)        | 106e                        |

| Team Sunweb SUN | Team Sunweb SUN       | Team Sunweb SUN |
| --------------- | --------------------- | --------------- |
| Num             | Coureur               | Pos             |
| 135             | Martin Salmon (GER)   | AB              |
| 136             | Michael Storer (AUS)  | 64e             |
| 137             | Ilan Van Wilder (BEL) | AB              |

| Trek-Segafredo TFS | Trek-Segafredo TFS      | Trek-Segafredo TFS |
| ------------------ | ----------------------- | ------------------ |
| Num                | Coureur                 | Pos                |
| 141                | Edward Theuns (BEL)     | 42e                |
| 142                | Koen de Kort (NED)      | 76e                |
| 143                | Alexander Kamp (DEN)    | AB                 |
| 144                | Juan Pedro López (ESP)  | AB                 |
| 145                | Kiel Reijnen (USA)      | AB                 |
| 146                | Mattias Skjelmose (DEN) | 46e                |
| 147                | Antonio Tiberi (ITA)    | 114e               |

| UAE Team Emirates UAD | UAE Team Emirates UAD       | UAE Team Emirates UAD |
| --------------------- | --------------------------- | --------------------- |
| Num                   | Coureur                     | Pos                   |
| 151                   | Alexander Kristoff (NOR)    | AB                    |
| 152                   | Alessandro Covi (ITA)       | 9e                    |
| 153                   | Sergio Henao (COL)          | AB                    |
| 154                   | Cristian Muñoz (COL)        | AB                    |
| 155                   | Rui Oliveira (POR)          | 26e                   |
| 156                   | Edward Ravasi (ITA)         | AB                    |
| 157                   | Aleksandr Riabushenko (BLR) | 53e                   |

| Sport Vlaanderen-Baloise SVB | Sport Vlaanderen-Baloise SVB | Sport Vlaanderen-Baloise SVB |
| ---------------------------- | ---------------------------- | ---------------------------- |
| Num                          | Coureur                      | Pos                          |
| 161                          | Amaury Capiot (BEL)          | 30e                          |
| 162                          | Cédric Beullens (BEL)        | AB                           |
| 163                          | Milan Menten (BEL)           | 51e                          |
| 164                          | Aaron Van Poucke (BEL)       | 85e                          |
| 165                          | Kenneth Van Rooy (BEL)       | 54e                          |
| 166                          | Thomas Sprengers (BEL)       | 96e                          |
| 167                          | Emiel Planckaert (BEL)       | AB                           |

| Circus-Wanty Gobert CWG | Circus-Wanty Gobert CWG    | Circus-Wanty Gobert CWG |
| ----------------------- | -------------------------- | ----------------------- |
| Num                     | Coureur                    | Pos                     |
| 171                     | Jan Bakelants (BEL)        | 28e                     |
| 172                     | Andrea Pasqualon (ITA)     | 14e                     |
| 173                     | Boy van Poppel (NED)       | AB                      |
| 174                     | Maurits Lammertink (NED)   | 62e                     |
| 175                     | Xandro Meurisse (BEL)      | 37e                     |
| 176                     | Pieter Vanspeybrouck (BEL) | AB                      |
| 177                     | Wesley Kreder (NED)        | AB                      |

| Bingoal-Wallonie Bruxelles WVA | Bingoal-Wallonie Bruxelles WVA | Bingoal-Wallonie Bruxelles WVA |
| ------------------------------ | ------------------------------ | ------------------------------ |
| Num                            | Coureur                        | Pos                            |
| 181                            | Jelle Vanendert (BEL)          | 22e                            |
| 182                            | Dimitri Peyskens (BEL)         | 33e                            |
| 183                            | Ludovic Robeet (BEL)           | AB                             |
| 184                            | Laurens Huys (BEL)             | 71e                            |
| 185                            | Luc Wirtgen (LUX)              | AB                             |
| 186                            | Sean De Bie (BEL)              | AB                             |
| 187                            | Arjen Livyns (BEL)             | 15e                            |

| Arkéa-Samsic ARK | Arkéa-Samsic ARK        | Arkéa-Samsic ARK |
| ---------------- | ----------------------- | ---------------- |
| Num              | Coureur                 | Pos              |
| 191              | Warren Barguil (FRA)    | 5e               |
| 192              | Thomas Boudat (FRA)     | AB               |
| 193              | Nacer Bouhanni (FRA)    | 59e              |
| 194              | Kévin Ledanois (FRA)    | 67e              |
| 195              | Clément Russo (FRA)     | 86e              |
| 196              | Romain Hardy (FRA)      | 88e              |
| 197              | Benjamin Declercq (BEL) | 40e              |

| B&B Hotels-Vital Concept p/b KTM BVC | B&B Hotels-Vital Concept p/b KTM BVC | B&B Hotels-Vital Concept p/b KTM BVC |
| ------------------------------------ | ------------------------------------ | ------------------------------------ |
| Num                                  | Coureur                              | Pos                                  |
| 201                                  | Bryan Coquard (FRA)                  | 107e                                 |
| 202                                  | Frederik Backaert (BEL)              | 34e                                  |
| 203                                  | Maxime Chevalier (FRA)               | 109e                                 |
| 204                                  | Jens Debusschere (BEL)               | 101e                                 |
| 205                                  | Cyril Gautier (FRA)                  | AB                                   |
| 206                                  | Quentin Pacher (FRA)                 | 58e                                  |
| 207                                  | Kévin Réza (FRA)                     | AB                                   |

| Gazprom-RusVelo GAZ | Gazprom-RusVelo GAZ          | Gazprom-RusVelo GAZ |
| ------------------- | ---------------------------- | ------------------- |
| Num                 | Coureur                      | Pos                 |
| 211                 | Denis Nekrasov (RUS)         | AB                  |
| 212                 | Marco Canola (ITA)           | 102e                |
| 213                 | Viatcheslav Kouznetsov (RUS) | 100e                |
| 214                 | Dmitri Strakhov (RUS)        | 113e                |
| 215                 | Ivan Rovny (RUS)             | AB                  |
| 216                 | Simone Velasco (ITA)         | 81e                 |
| 217                 | Evgeny Shalunov (RUS)        | AB                  |

| Team Novo Nordisk TNN | Team Novo Nordisk TNN | Team Novo Nordisk TNN |
| --------------------- | --------------------- | --------------------- |
| Num                   | Coureur               | Pos                   |
| 221                   | Sam Brand (GBR)       | AB                    |
| 222                   | Joonas Henttala (FIN) | AB                    |
| 223                   | Brian Kamstra (NED)   | AB                    |
| 224                   | Péter Kusztor (HUN)   | AB                    |
| 225                   | David Lozano (ESP)    | AB                    |
| 226                   | Andrea Peron (ITA)    | AB                    |
| 227                   | Charles Planet (FRA)  | AB                    |

| Riwal Securitas RIW | Riwal Securitas RIW      | Riwal Securitas RIW |
| ------------------- | ------------------------ | ------------------- |
| Num                 | Coureur                  | Pos                 |
| 231                 | Lucas Eriksson (SWE)     | 18e                 |
| 232                 | Kristian Aasvold (NOR)   | 82e                 |
| 233                 | August Jensen (NOR)      | 29e                 |
| 234                 | Andreas Kron (DEN)       | 24e                 |
| 235                 | James Shaw (GBR)         | 60e                 |
| 236                 | Nick van der Lijke (NED) | 52e                 |
| 237                 | Emil Vinjebo (DEN)       | 98e                 |

| Total Direct Énergie TDE | Total Direct Énergie TDE | Total Direct Énergie TDE |
| ------------------------ | ------------------------ | ------------------------ |
| Num                      | Coureur                  | Pos                      |
| 241                      | Mathieu Burgaudeau (FRA) | AB                       |
| 242                      | Jérémy Cabot (FRA)       | AB                       |
| 243                      | Valentin Ferron (FRA)    | 93e                      |
| 244                      | Marlon Gaillard (FRA)    | 95e                      |
| 245                      | Pim Ligthart (NED)       | 63e                      |
| 246                      | Julien Simon (FRA)       | 90e                      |
| 247                      | Anthony Turgis (FRA)     | 8e                       |